# یواس‌اس ساستین (ای‌ام-۱۱۹)
یواس‌اس ساستین (ای‌ام-۱۱۹) (به انگلیسی: USS Sustain (AM-119)) یک کشتی بود که طول آن ۲۲۱ فوت ۳ اینچ (۶۷٫۴۴ متر) بود. این کشتی در سال ۱۹۴۲ ساخته شد.